# Рамирес, Симон Алонсо
Симон Алонсо Рамирес Куэвас (исп. Simón Alonso Ramírez Cuevas; 3 ноября 1998, Консепсьон) — чилийский футболист, защитник клуба «Унион Ла-Калера».

## Клубная карьера
Рамирес — воспитанник клуба «Уачипато». 5 марта 2016 года в матче против «Сан-Маркос де Арика» он дебютировал в чилийской Примере. В начале 2017 года Симон перешёл в лиссабонскую «Бенфику». Сумма трансфера составила 700 тыс. евро.

## Международная карьера
В 2015 году Рамирес в составе юношеской сборной Чили принял участие в юношеском чемпионате Южной Америки в Парагвае. На турнире он сыграл в матчах против команд Боливии, Эквадора и Аргентины.
В том же году Рамирес принял участие в домашнем юношеском чемпионате мира. На турнире он сыграл в матчах против команд США и Мексики.